# Klenie Bimolt
Klenie Bimolt (Países Bajos, 8 de junio de 1945) es una nadadora neerlandesa retirada especializada en pruebas de estilo libre y estilo braza, donde consiguió ser subcampeona olímpica en 1964 en los 4 x 100 metros estilos.

## Carrera deportiva

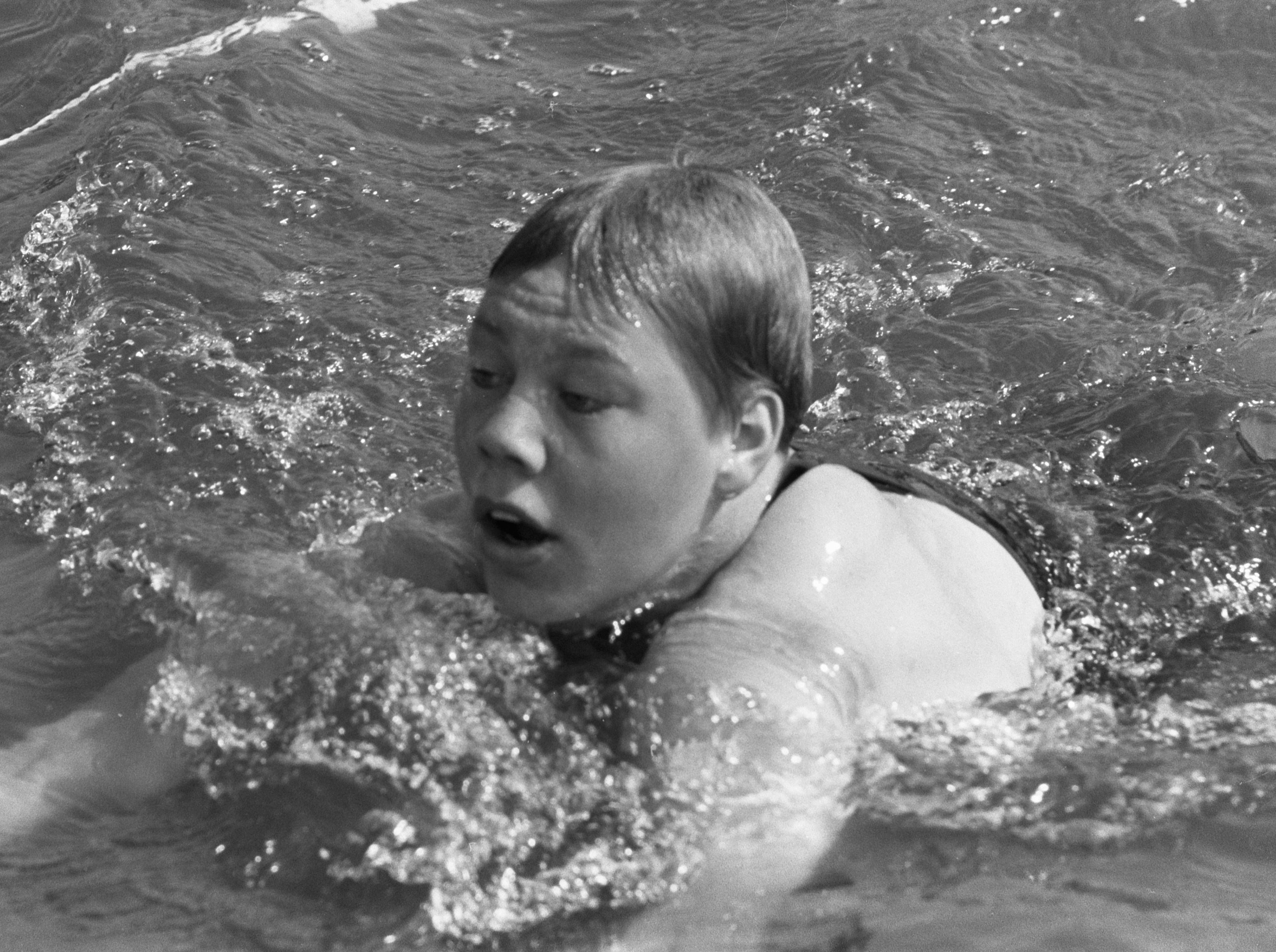

En los Juegos Olímpicos de Tokio 1964 ganó la medalla de plata en los relevos de 4 x 100 metros estilos, con un tiempo 4:37.0 segundos, tras Estados Unidos (oro) y por delante de la Unión Soviética (bronce); sus compañeras de equipo fueron las nadadoras: Corrie Winkel, Ada Kok y Erica Terpstra.